# Mount Victor
Mount Victor är ett berg i Antarktis. Det ligger i Östantarktis. Norge gör anspråk på området. Toppen på Mount Victor är 2 590 meter över havet.
Terrängen runt Mount Victor är platt åt sydväst, men åt nordost är den kuperad. Mount Victor är den högsta punkten i trakten. Trakten är obefolkad. Det finns inga samhällen i närheten. 